# 목초의 날
목초의 날(牧草의 날)은 과거 대한민국에 있었던 기념일로, 매년 9월 5일이다.

## 제정 경위
1968년 6월 10일 권농일 행사에서 당시 박정희 대통령의 축산진흥 제창으로 초지법이 제정되고 대규모 초지 조성 계획이 수립되었다. 이어서 축산을 발전시키기 위해서는 사육기반인 목초지를 개발 확보하여야 하므로 목초에 대한 국민의 관심을 높여 나갈 수 있도록 하여야 한다는 대통령의 지시로 매년 9월 5일을 목초의 날로 정하였다.

## 추진 상황
제1회 목초의 날 행사는 1969년 9월 5일 충청남도 천안군 성환면(현재의 충청남도 천안시 서북구 성환읍)에 있는 국립종축장에서 《목초의 노래》가 울려퍼지는 가운데 성대하게 거행되었다. 박정희 대통령도 이 행사에 참석했다. 그러나 당시 사회적으로 축산에 대한 인식이 부족했고 여건의 뒷받침이 안 되어 국민들에게 널리 알려지지 못했고 결국 1973년 3월 24일에 열린 국무회의에서 통과된 《각종 기념일 등에 관한 규정》에 따라 폐지되고 말았다.

## 목초의 노래
《목초의 노래》는 이은상이 작사하고 박태준이 작곡하였다.
목초의 노래

이은상 작사 / 박태준 작곡

1. 대대로 물려받은 조국의 강토
슬기론 우리 겨레 생활의 터전
나가자 산과 들에 목초를 심자
오늘도 노래하며 즐거이 살자

(후렴)푸른 들, 푸른 하늘, 푸른 마음
이 나라 사람들의 자랑이라네
2. 푸름이 물결치는 들과 산 언덕
새 농촌 목축으로 기름진 살림
가꾸어 나부끼는 목초를 밟고
오늘도 보람 속에 힘차게 살자

## 참고 자료
- 한국농촌경제연구원 편찬, 한국농정50년사 제Ⅱ권, 농림부, 1825쪽, 1999년